# Amedeo Obici
Amedeo Voltejo Obici (Oderzo, 15 luglio 1877 – Chuckatuck, 22 maggio 1947) è stato un imprenditore italiano emigrato negli Stati Uniti, dove inventò i Peanuts, le noccioline tostate.

## Biografia
Amedeo Voltejo Obici nasce a Oderzo, in Contrada del Cristo 7, nel 1878, figlio di Pietro e Luigia Carolina Sartor, appartenenti a un ramo decaduto degli Obizzi, antica e nobile famiglia opitergina. Nato poverissimo, riuscirà a diventare uno degli imprenditori di maggior successo negli Stati Uniti.
Nel 1885 muore il padre, e la già difficile situazione economica della famiglia peggiora: Amedeo deve quindi mollare la scuola e diventare apprendista idraulico, arrotondando i pochi dollari che gli arrivano dall'America dallo zio Vittorio Sartor. Nel 1889 arriva anche il biglietto per la traversata oceanica, e quindi da solo Amedeo prende il treno per Le Havre, poi la nave per New York e infine il treno per Scranton, in Pennsylvania, dove dimora lo zio. Ci arriverà in piena notte, non trovando nessuno: lo zio aveva sbagliato ora. Amedeo, che non sa una parola di inglese, piange sconsolato e un poliziotto gli si avvicina per consolarlo, offrendogli delle noccioline americane. «Oh, bagigi!» esclama il ragazzo. È un segno del destino: saranno proprio le arachidi la sua fortuna.
Nei sei anni successivi Amedeo studierà inglese e italiano e farà di tutto, dal cameriere al sigaraio al fruttivendolo, lavorando anche sedici ore al giorno. Grazie ai risparmi raccolti con quest'ultima attività riuscirà ad acquistare i biglietti per la nave alla madre e ai tre fratelli.
È il 1895: il periodo in cui Amedeo si mette in proprio, cominciando a vendere le stesse noccioline che aveva ricevuto da quel poliziotto al suo arrivo. L'idea geniale è quella di venderle sbucciate, tostate e leggermente salate in sacchetti a 5 centesimi.
Si mette in società con un altro emigrante trevigiano, Mario Peruzzi, e capisce subito che per avere successo deve puntare alla qualità ma soprattutto al marketing, inventandosi tecniche promozionali che verranno adottate in Italia solo in tempo di boom economico: la prima è regalare un sacchetto a coloro che riescono a comporre la parola "Obici" con le lettere incluse in ogni pacco. Il successo del suo prodotto sarà strepitoso. Fonda una società per azioni che nel 1906 diventerà la Planters Nut and Chocolate Company e si trasferisce a Suffolk, in Virginia, dove la coltivazione di arachidi è florida.
Qui, essendo straniero e proveniente dal nord, deve guadagnarsi la simpatia dei suoi nuovi concittadini, e ci riesce anche con un concorso riservato agli studenti per il logo della ditta. Nasce così Mr. Peanut, un'arachide con occhi, arti, bombetta e bastone che verrà riprodotto in tutte le salse su cartelloni pubblicitari e gadget da vincere con la raccolta punti: coltellini, ciotole, bicchieri, album a fumetti che oggi sono pezzi da collezione reperibili nei mercatini di antiquariato degli Stati Uniti, ma anche a volte della Marca Trevigiana e del Veneto. Il personaggio "Mr Peanut", logo e mascotte della Planters, fu creato nel 1916 da un tredicenne italiano, figlio di immigrati in Virginia, tale Antonio Gentile, che per l'occasione vinse con il proprio disegno la somma di cinque dollari. Ancora oggi, pochi ricordano di menzionare il nome del giovane artista italiano.
Nascono nuovi prodotti come le noccioline al cioccolato, le barrette o l'olio di noccioline, quest'ultimo in versioni speciali destinate ad americani, emigranti italiani ed ebrei con rispetto delle loro regole alimentari.
Negli anni trenta la Planters arriva a seimila dipendenti. Obici è uno dei più grandi imprenditori americani, e nonostante un grandissimo guardaroba si veste come un semplice operaio. È un omino grassottello che non ama la celebrità, che aiuta la Chiesa e i bisognosi e che paga di nascosto le spese mediche ai suoi operai. Fa istituire la cattedra di italiano al college di Williamsburg e regala a Suffolk un ospedale che dedica alla memoria della moglie, deceduta nel 1938. L'anno prima a Oderzo a sue spese avevano costruito un nuovo padiglione dell'ospedale in memoria di sua madre. Non rompe mai il legame con l'Italia dove tornerà più volte.
Nel 1947 The Peanuts King, questo il suo soprannome, se ne va, lasciando un'azienda con settanta negozi presenti anche in Canada; Una fondazione gestirà a fini caritatevoli parte del suo patrimonio.
A partire dal 2000, dopo essere stato quasi dimenticato dai suoi conterranei, la sua fama cresce anche nella sua terra d'origine, con il gemellaggio tra Oderzo e Suffolk. Nel 2004 gli è stato intitolato l'Istituto Statale di Istruzione Superiore "A. V. Obici" in Oderzo. L'inaugurazione si è tenuta il 24 maggio 2004 con la posa del monumento raffigurante Mr. Peanut posto nel giardino della scuola.

## Curiosità
- Il secondo nome di Obici, Voltejo, è un omaggio dei genitori a Caio Voltejo Capitone, centurione opitergino che partecipò alla guerra civile tra Giulio Cesare contro Pompeo, schierandosi con il primo. Dopo l'eroico sacrificio suo e dei suoi soldati a Fiume, Cesare promuoverà la città di Opitergium al rango di Municipium romano.
- Mr. Peanut, mascotte della Planters, compare in una puntata della serie TV Friends e in un episodio de I Simpson, più precisamente il numero 337, intitolato Tutto è lecito in guerra e in cucina (2004).
- Nel 2004 gli è stato intitolato l'Istituto Statale di Istruzione Superiore "A. V. Obici" in Oderzo. L'inaugurazione si è tenuta il 24 maggio 2004 con la posa del monumento raffigurante Mr. Peanut posto nel giardino della scuola.